# Odanakatib
{{Drugbox-lat
| IUPAC_name        = 
| image             = Odanacatib Structural Formulae V.1.svg
| width             = 
| alt               = 
| image2            = 
| width2            = 
| alt2              = 
| drug_name         = Odanakatib
| caption           = 
| tradename         = 
| Drugs.com         = Monografija
| MedlinePlus       = 
| licence_EU        = 
| licence_US        = 
| DailyMedID        = 
| pregnancy_AU      = 
| pregnancy_US      = 
| pregnancy_category= 
| legal_AU          = 
| legal_CA          = 
| legal_UK          = 
| legal_US          = 
| legal_status      = 
| dependency_liability = 
| routes_of_administration =  
| bioavailability   = 
| protein_bound     = 
| metabolism        = 
| elimination_half-life =  
| excretion         =  
| CAS_number_Ref =  
| CAS_number        = 603139-19-1
| CAS_supplemental  = 
| ATCvet            = 
| ATC_prefix        = none
| ATC_suffix        = 
| ATC_supplemental  = 
| PubChem           = 10152654
| PubChemSubstance  = 
| IUPHAR_ligand     = 
| DrugBank_Ref      =  
| DrugBank          = 
| ChemSpiderID_Ref  =  
| ChemSpiderID      = 8328162
| UNII_Ref          =  
| UNII              = N673F6W2VH
| KEGG_Ref          =  
| KEGG              = 
| ChEBI_Ref         =  
| ChEBI             = 
| ChEMBL_Ref        =  
| ChEMBL            = 481611
| synonyms          = (2S)-N-(1-cyanocyclopropyl)-4-fluoro-4-methyl-2-{[(1S)-2,2,2-trifluoro-1-{4'-(methanesulfonyl)-[1,1'-biphenyl]-4-yl}ethyl]amino}pentanamide
|C=25 |H=27 |F=4 |N=3 |O=3 |S=1 
| molecular_weight  = 525,559
| smiles            = CC(C)(F)C[C@H](N[C@@H](c1ccc(cc1)c2ccc(cc2)S(=O)(=O)C)C(F)(F)F)\C(=N\C3(CC3)C#N)\O
| StdInChI          = 1S/C25H27F4N3O3S/c1-23(2,26)14-20(22(33)32-24(15-30)12-13-24)31-21(25(27,28)29)18-6-4-16(5-7-18)17-8-10-19(11-9-17)36(3,34)35/h4-11,20-21,31H,12-14H2,1-3H3,(H,32,33)/t20-,21-/m0/s1
| StdInChIKey_Ref   =  
| StdInChI_comment  = 
| StdInChIKey       = FWIVDMJALNEADT-SFTDATJTSA-N
| StdInChI_Ref   =  
| density           = 
| melting_point     = 
| melting_high      = 
| melting_notes     = 
| boiling_point     = 
| boiling_notes     = 
| solubility        = 
| specific_rotation = 
| sec_combustion    = 
}}
Odanakatib je organsko jedinjenje, koje sadrži 25 atoma ugljenika i ima molekulsku masu od 525,559 .

## Osobine
| Osobina                  | Vrednost |
| ------------------------ | -------- |
| Broj akceptora vodonika  | 6        |
| Broj donora vodonika     | 2        |
| Broj rotacionih veza     | 10       |
| Particioni koeficijent ( | 4,7      |
| Rastvorljivost (logS, log(mol/L))       | -8,9     |
| Polarna površina (PSA, Å2)  | 110,9    |

## Literatura
- Hardman JG, Limbird LE, Gilman AG (2001). Goodman & Gilman's The Pharmacological Basis of Therapeutics (10. изд.). New York: McGraw-Hill. ISBN 0071354697. doi:10.1036/0071422803.
- Thomas L. Lemke; David A. Williams, ур. (2007). Foye's Principles of Medicinal Chemistry (6. изд.). Baltimore: Lippincott Willams & Wilkins. ISBN 0781768799.